# Championnats d'Europe de lutte 2010
Navigation
Édition précédente Édition suivante
Les Championnats d'Europe de lutte 2010 se sont tenus à Bakou,  Azerbaïdjan, du 13 au 18 avril 2010.

## Podiums

### Hommes

#### Lutte libre
| Épreuves | Or               | Argent                | Bronze                                      |
| -------- | ---------------- | --------------------- | ------------------------------------------- |
| 55 kg    | Mahmud Magomedov | Radoslav Velikov      | Marcel Ewald Viktor Lebedev                 |
| 60 kg    | Opan Sat         | Malkhaz Zarkua        | Andrei Perpelita Vasyl Fedoryshyn           |
| 66 kg    | Cəbrayıl Həsənov | Magomedmurad Gadzhiev | Otar Tushishvili Adam Sobieraj              |
| 74 kg    | Denis Tsargush   | Kiril Terziev         | Chamsulvara Chamsulvarayev Batuhan Demirçin |
| 84 kg    | Anzor Urishev    | Şərif Şərifov         | Stefan Gheorghita Mikhail Ganev             |
| 96 kg    | Xetaq Qazyumov   | Giorgi Gogshelidze    | Serhat Balcı Aliaksei Dubko                 |
| 120 kg   | Beylal Makhov    | Fatih Çakıroğlu       | Aliaksei Shamarau Dimitar Kumchev           |

#### Lutte gréco-romaine
| Épreuves | Or                  | Argent                | Bronze                           |
| -------- | ------------------- | --------------------- | -------------------------------- |
| 55 kg    | Elçin Əliyev        | Nazyr Mankiev         | Vyuhar Rahimov Péter Módos       |
| 60 kg    | Hasan Aliyev        | Kostyantyn Balitskyy  | Zaur Kuramagomedov Tonimir Sokol |
| 66 kg    | Ambako Vachadze     | Ion Panait            | Steeve Guénot Tamás Lőrincz      |
| 74 kg    | Aliaksandr Kikiniou | Elvin Mursaliyev      | Dmytro Pyshkov Péter Bácsi       |
| 84 kg    | Nazmi Avluca        | Aleksey Mishin        | Mélonin Noumonvi Jan Fischer     |
| 96 kg    | Aslanbek Khouchtov  | Tsimafei Dzeinichenka | Soso Jabidze Cenk İldem          |
| 120 kg   | Rıza Kayaalp        | Radomir Petković      | Johan Eurén Mindaugas Mizgaitis  |

### Femmes

#### Lutte libre
| Épreuves | Or                    | Argent               | Bronze                                |
| -------- | --------------------- | -------------------- | ------------------------------------- |
| 48 kg    | Lorissa Oorzhak       | Yana Stadnik         | Mélanie Lesaffre Iwona Matkowska      |
| 51 kg    | Sofia Mattsson        | Estera Dobre         | Oleksandra Kohut Alexandra Engelhardt |
| 55 kg    | Anastasija Grigorjeva | Natalia Golts        | Agata Pietrzyk Ana Paval              |
| 59 kg    | Sona Ahmadli          | Taybe Yusein         | Meryem Seloum Fatah Marianna Sastin   |
| 63 kg    | Lubov Volosova        | Audrey Prieto        | Yuliya Ostapchuk Elina Vaseva         |
| 67 kg    | Nadya Sementsova      | Kateryna Burmistrova | Alena Kartachova Iryna Tsyrkevich     |
| 72 kg    | Stanka Zlateva        | Ekaterina Bukina     | Emma Weberg Maider Unda               |

## Tableau des médailles
| Rang | Nation      | Or | Argent | Bronze | Total |
| ---- | ----------- | -- | ------ | ------ | ----- |
| 1    | Russie      | 8  | 5      | 3      | 16    |
| 2    | Azerbaïdjan | 7  | 2      | 1      | 10    |
| 3    | Turquie     | 2  | 1      | 3      | 6     |
| 4    | Bulgarie    | 1  | 3      | 3      | 7     |
| 5    | Biélorussie | 1  | 1      | 3      | 5     |
| 6    | Suède       | 1  | 0      | 2      | 3     |
| 7    | Lettonie    | 1  | 0      | 0      | 1     |
| 8    | Ukraine     | 0  | 2      | 5      | 7     |
| 9    | Géorgie     | 0  | 2      | 2      | 4     |
| 9    | Roumanie    | 0  | 2      | 2      | 4     |
| 11   | France      | 0  | 1      | 4      | 5     |
| 12   | Serbie      | 0  | 1      | 0      | 1     |
| 12   | Royaume-Uni | 0  | 1      | 0      | 1     |
| 14   | Hongrie     | 0  | 0      | 4      | 4     |
| 15   | Allemagne   | 0  | 0      | 3      | 3     |
| 15   | Pologne     | 0  | 0      | 3      | 3     |
| 17   | Croatie     | 0  | 0      | 1      | 1     |
| 17   | Lituanie    | 0  | 0      | 1      | 1     |
| 17   | Moldavie    | 0  | 0      | 1      | 1     |
| 17   | Espagne     | 0  | 0      | 1      | 1     |